# Eugene Garfield

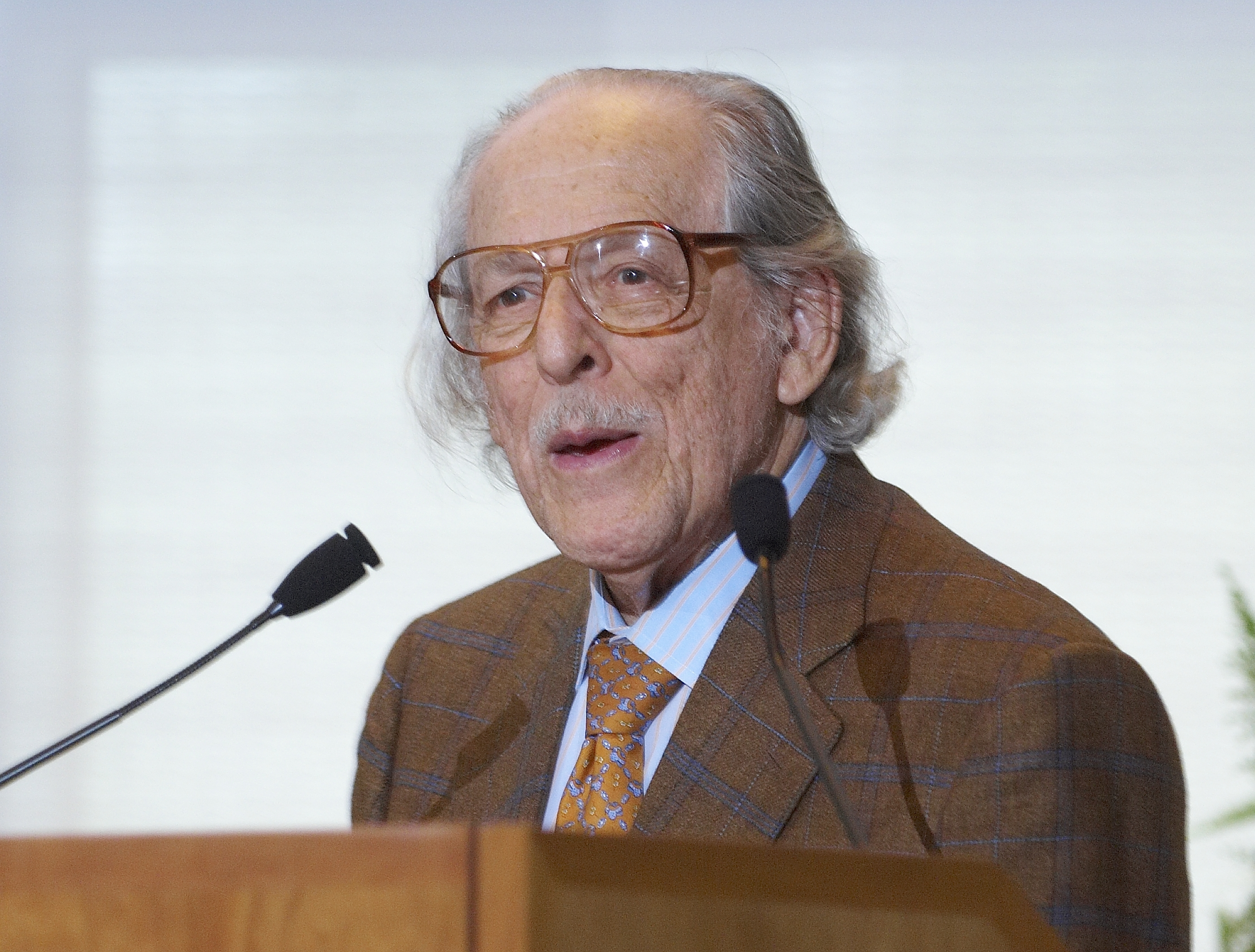
Eugene Garfield in 2007, toen hij de Richard J. Bolte Sr. Award ontving.

Eugene Garfield (New York, 16 september 1925 - Philadelphia, 26 februari 2017) was een Amerikaanse wetenschapper en ondernemer. Hij richtte het bedrijf ISI (Institute for Scientific Information) op en bouwde de Science Citation Index uit (het tegenwoordige Clarivate Analytics Web of Science). Hij was zo een pionier in bibliometrie en een van de grondleggers van een nieuwe wetenschappelijke discipline, "Informetrics" of "Scientometrics" genaamd: de kwantitatieve studie van wetenschap en technologie als communicatiesysteem. Garfield stichtte ook het maandblad The Scientist.

## Biografie
Garfield studeerde in New York aan de Columbia-universiteit, waar hij in 1949 afstudeerde in scheikunde. Hij werkte er dan als laboratoriumassistent, maar vond al gauw dat hij meer aanleg had voor informatiewetenschap dan voor chemische experimenten. In 1951 ging hij werken in de Welch Medical Library van de Johns Hopkins-universiteit in Baltimore, waar hij nieuwe methoden onderzocht om de groeiende medisch-wetenschappelijke literatuur te indexeren en doorzoeken met ponskaarten.
In 1953 leerde Garfield Shepard's Citations kennen, een sinds 1873 bestaande index van verwijzingen (citations) naar rechtszaken waarbij voor elke zaak een lijst wordt gegeven van latere rechtszaken die ernaar verwijzen. Hij zocht naar een methode om dit ook voor wetenschappelijke literatuur te doen, wat gezien op de omvang daarvan enkel mogelijk zou zijn met behulp van computers. In 1955 publiceerde hij het concept van de science citation index in het tijdschrift Science. Garfield stelde zichzelf daarbij voor als "documentation consultant", gevestigd in Philadelphia.
Daar stichtte Garfield in 1956 zijn eigen bedrijf, oorspronkelijk Documation genaamd maar later Institute for Scientific Information (ISI). Het duurde echter nog verschillende jaren vooraleer hij met de (financiële) hulp van de National Science Foundation en de National Institutes of Health met het opbouwen van de citation index kon starten. Ondertussen promoveerde hij in 1961 aan de universiteit van Pennsylvia in Philadelphia met een proefschrift in structural linguistics, genaamd "An Algorithm for Translating Chemical Names to Molecular Formulas": een algoritme dat uit de systematische naam van een scheikundige verbinding de chemische formule ervan kon afleiden.
De eerste editie van de Science Citation Index, voor publicaties uit het jaar 1961, verscheen in 1963. De index richtte zich aanvankelijk enkel op "exacte" wetenschappen. De Index verscheen eerst, per kwartaal, in boekvorm, was duur en niet gebruiksvriendelijk met lange lijsten in code; ze was dan ook verschillende jaren verlieslatend. Dat werd gecompenseerd door de Current Contents en andere diensten die het ISI aanbood. De Current Contents was een wekelijks tijdschrift waarin de meest recente inhoudsopgave werd herdrukt van de voornaamste wetenschappelijke tijdschriften in het vakgebied van biologie en geneeskunde, aangevuld met een index van onderwerpen, auteurs en hun adressen. Voor de wetenschappelijke gemeenschap was dit in die dagen zonder internet een makkelijke manier om op de hoogte te blijven van de wetenschappelijke literatuur, ook in tijdschriften waarop hun instituut niet was geabonneerd. Kopieën van gewenste artikelen kon men via het ISI bestellen. De oorspronkelijke Current Contents Life Sciences werd later aangevuld met andere edities, en telde in 1982 zeven edities:
- CC/Life Sciences
- CC/Physical, Chemical & Earth Sciences
- CC/Agriculture, Biology & Environmental Sciences
- CC/Engineering, Technology & Applied Sciences
- CC/Clinical Practice
- CC/Arts & Humanities
- CC/Social & Behavioral Sciences

De Science Citation Index groeide ondertussen verder en Garfield bleef die onvermoeibaar promoten en nieuwe toepassingen ontwikkelen, zoals de Journal Impact Factor.
In 1972 kwam de nieuwe Social Sciences Citation Index (SSCI) uit, die zich richtte op "sociale wetenschappen" (economie, antropologie, sociologie, ...) en in 1977 de Arts and Humanities Citation Index (A&HCI) (archeologie, linguïstiek, filosofie, musicologie, ...). De index werd verkrijgbaar op magneetband, op cd-rom, en werd on-line raadpleegbaar (SCISEARCH op het DIALOG-systeem).
In 1992 verkocht Garfield zijn bedrijf aan Thomson Reuters, maar hij bleef eraan verbonden als voorzitter-emeritus. De database werd omgevormd tot het Web of Knowledge (later Web of Science), dat in 2016 overgenomen werd door Clarivate Analytics. In 2013 indexeerde de Science Citation Index 8539 tijdschriften, de SSCI 3080 en de A&HCI ongeveer 1700 tijdschriften.
Garfield heeft in zijn carrière meer dan 1500 artikelen geschreven, in 125 verschillende tijdschriften. De meerderheid (meer dan 1000) daarvan schreef hij in zijn eigen Current Contents.